# Быковщина (Ветринский сельсовет)
Быковщина (бел. Бы́каўшчына) — деревня в Полоцком районе Витебской области Белоруссии. Входит в состав Ветринского сельсовета.

## География
Деревня расположена в 31 км на запад от Полоцка и в 140 км на запад от Витебска.

## История
В 1906 году в Ветринской волости Лепельского уезда Витебской губернии.

## Население

### Численность
- 2019 год — 165 жителей

### Динамика
- 2009 год — 306 жителей (перепись населения)[2]
- 2019 год — 165 жителей (перепись населения)

## Достопримечательность
- Усадебно-парковый ансамбль Козелл-Поклевских (середина XIX века)[3][4] —  Историко-культурная ценность Республики Беларусь, шифр 213Г000646.

Памятник усадебно-парковой архитектуры. Включает дворец, флигель, хозяйственные постройки, фрагменты часовни, фрагменты парка.
Имение известно с конца XVIII века как владение витебской ветви рода Козелл-Поклевских. Современная же усадьба была построена в середине XIX века. Она включала усадебный дом, флигель, жилые дома, часовню-усыпальницу, хозпостройки: конюшню, пекарню, сарай, кузницу, каретную, ледник, скотный двор. Последним владельцем имения был Викентий Козелл-Поклевский, покинувший имение во время Советско-польской войны.
В то время усадьба состояла из 12 домов, кузницы, холодильника, молочного завода. Рядом был дом на 12 комнат. Под каменной пристройкой — погреб.
В 1924 году в поместье разместили детский дом, который после Второй мировой войны был преобразован в Ветринскую школу-интернат. В 2003 году усадьба была включена в Государственный список историко-культурных ценностей Республики Беларусь как объект историко-культурного наследия регионального значения.
Бывший дворец представляет собой деревянное двухэтажное здание на каменном фундаменте с кирпичной пристройкой. Имеет 2 входа. Главный выделен четырёхколонным портиком с широким балконом, который во 2-й половине XX века был заменен верандой. Используется как жилой дом.

Вокруг дворца располагался парк. В основе его планировки лежала сложная водная система — несколько прудов, соединенных каналами и арочными мостами (сохранились фрагменты). Сейчас от парка остались одиночные насаждения ясеня, карагача и дуба.

### Утраченное наследие
- Часовня-усыпальница Козелл-Поклевских (1894—1900) — сохранилась часть склепа.

## Известные уроженцы
- Альфонс Фомич Поклевский-Козелл (1809 или 1810—1890) — российский предприниматель, тюменский I гильдии купец (виноторговец, горно- и золотопромышленник; один из основателей асбестовой промышленности на Урале и первого пароходства[1] на реках Западной Сибири), статский советник. Представитель литовского дворянского рода Козелло-Поклевских.

## Галерея

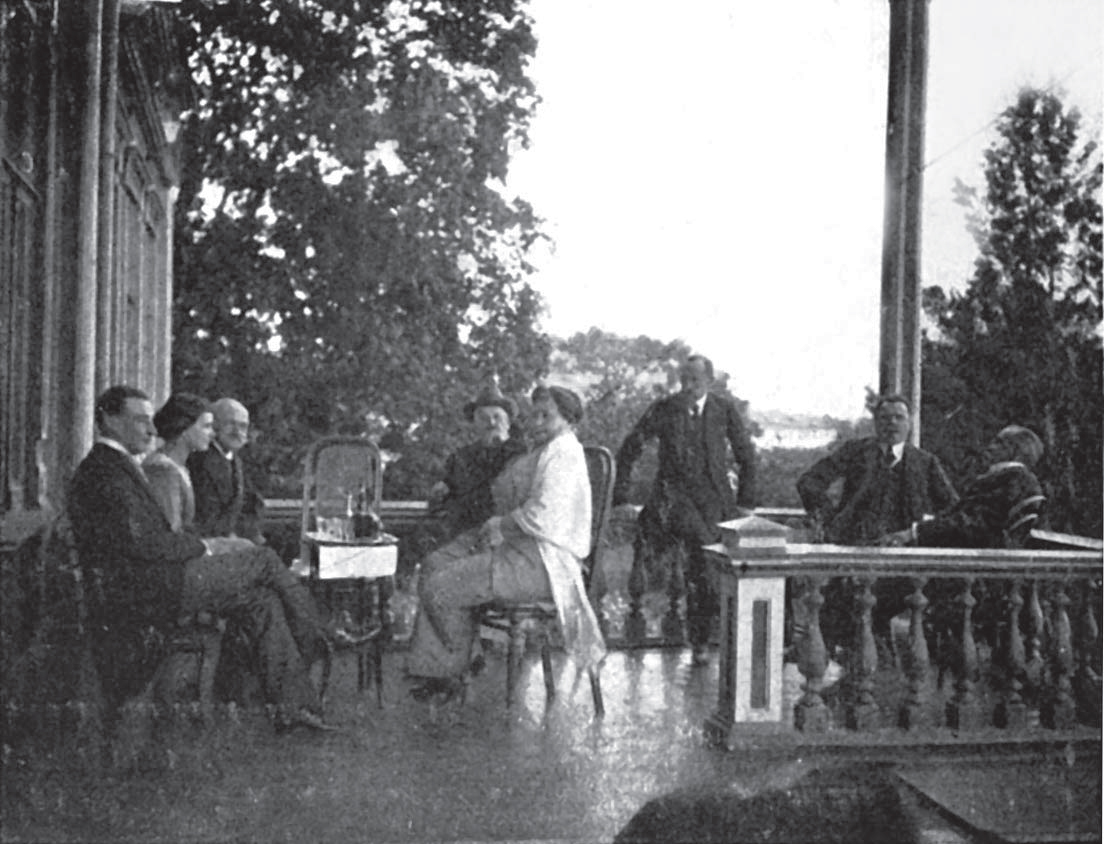
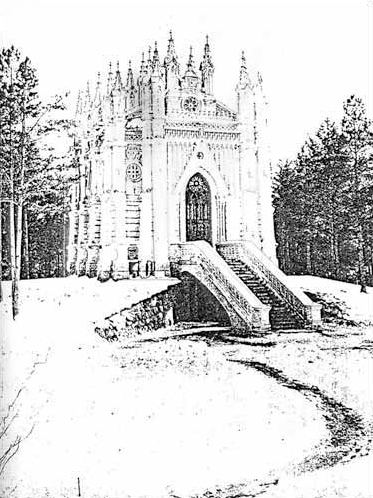
Часовня. 1900 г.
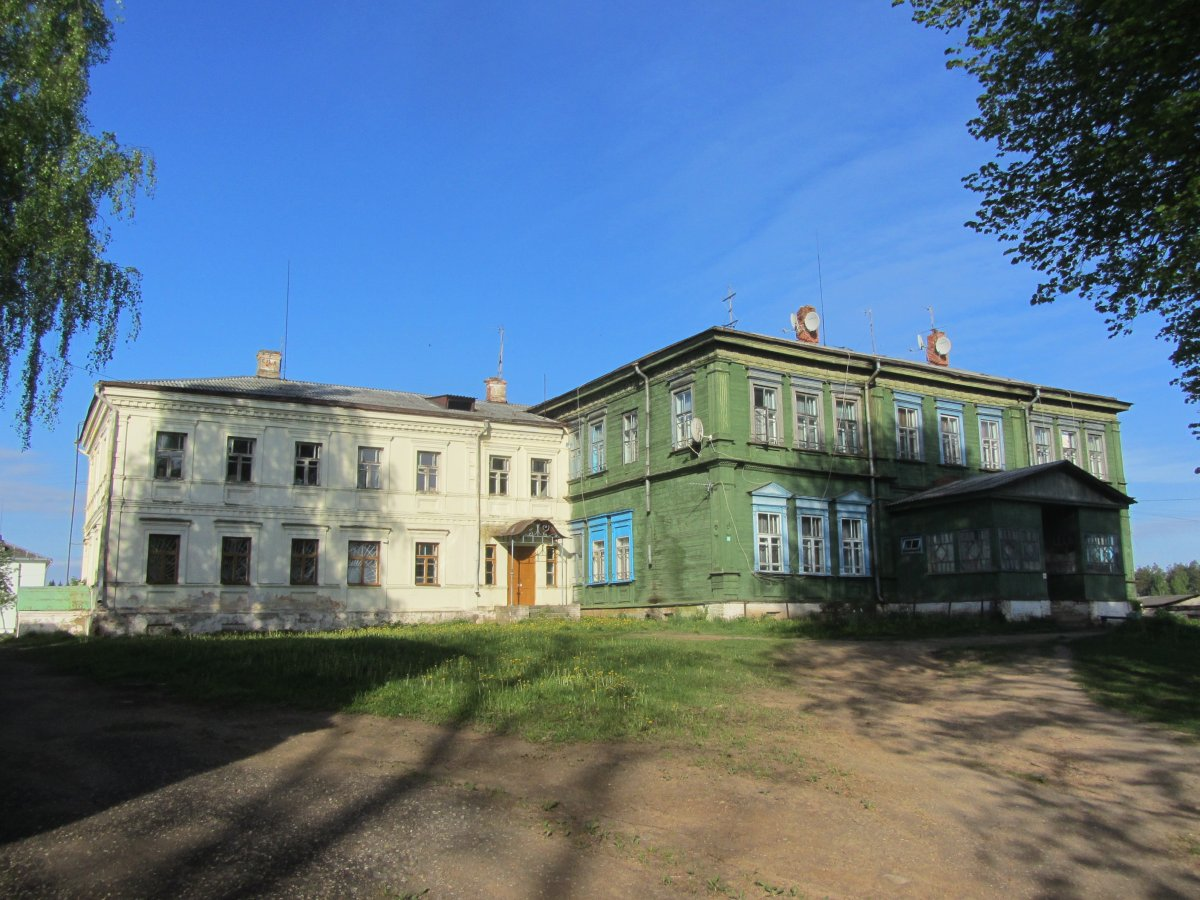
Усадебно-парковый ансамбль Козелл-Поклевских
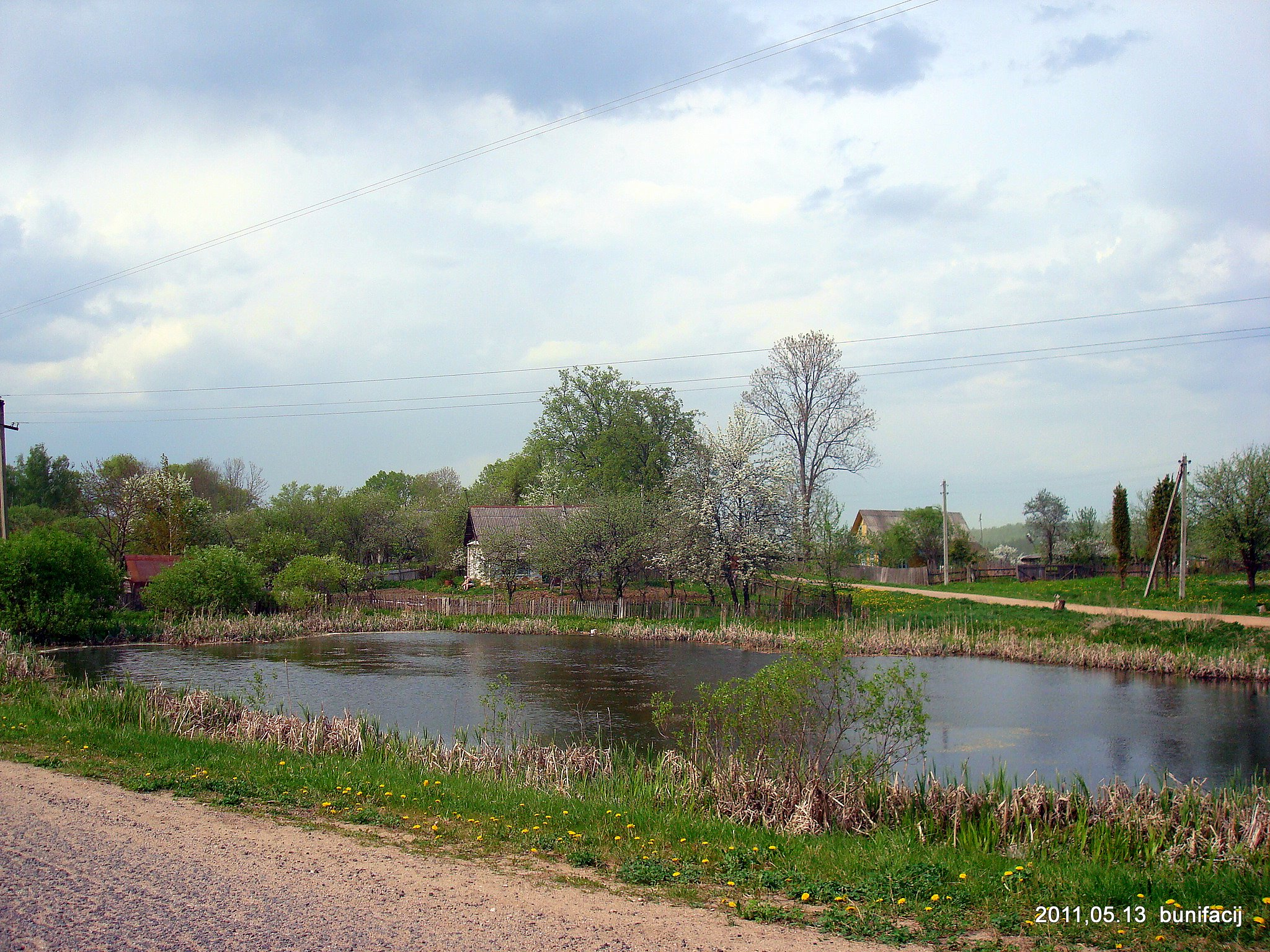
Пруд
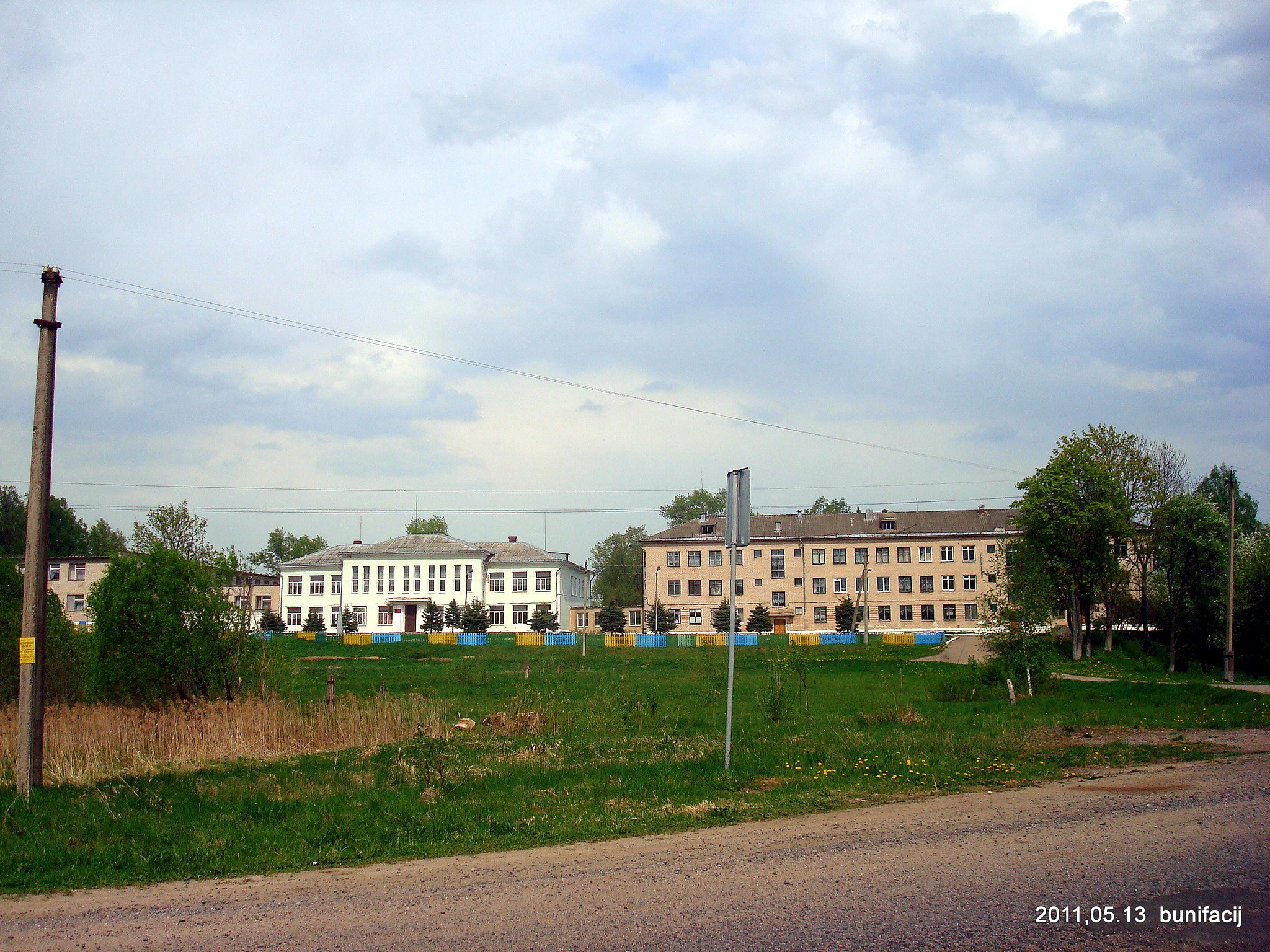
Панорама